# Isaac Delgado

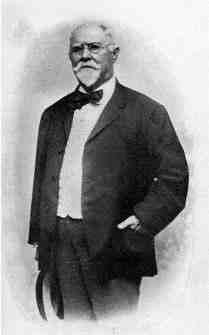
Isaac Delgado, ca. 1912. Aufnahme eines unbekannten Photographen, veröffentlicht in David Spence Hill, Facts About the Public Schools of New Orleans in Relation to Vocation, Juni 1914.

Isaac Delgado (* 23. November 1839 in Kingston, Jamaika; † 4. Januar 1912 in New Orleans) war ein Geschäftsmann mit Schwerpunkt auf der Produktion von und dem Handel mit Melasse und Zucker sowie Philanthrop. Er immigrierte in den 1850er-Jahren von Jamaica nach New Orleans, wo er unter anderem ein Operations-Zentrum für das Charity Hospital, das New Orleans Museum of Art sowie das heutige Delgado Community College stiftete.

## Leben
Isaac Delgado wurde am 23. November 1839 als ältestes der zwölf Kinder von Henry Delgado in Kingston auf Jamaika geboren. Laut dem Historiker Prescott Dunbar hatte Delgados Großonkel, Moses Delgado, mit einer an die britische Regierung gerichteten Petition 1831 die politische Freiheit der Juden auf Jamaika erreicht. Im Alter von 14 Jahren entschied sich Isaac Delgado zu seinem Onkel Samuel Delgado nach New Orleans überzusiedeln, um die Last seines Vaters, eine so große Familie zu ernähren, zu mindern und sein eigenes Leben selbstständig zu bestreiten. Durch die Vermittlung seines Onkels erhielt Delgado eine Stelle als Angestellter eines Buchhalters bei einer Dampfschiffgesellschaft. Isaac Delgado lebte im Haus seines Onkels an der Adresse 218 Philip Street, nahe dem Mississippi im heutigen Warehouse District, und zog dann mit ihm in das Anwesen 1220 Philip Street im Garden District, das Delgado erbte und wo er dann auch verstarb.
Die Delgado-Familie war prominentes Mitglied der Sephardim-Gemeinschaft auf Jamaika und erfolgreich in der dortigen Zuckerindustrie tätig. Samuel Delgado kam 1850 in New Orleans an und nutzte seine Kenntnisse in diesem Geschäftsfeld, um auf dem rasch wachsenden Zucker-Markt der Stadt Fuß zu fassen. Er gründete die Marklerfirma Delgado and Company an der Adresse 29 Natchez Street und residierte mit dieser dann in der 25 North Peters Street. Von 1887 bis zu seinem Tod 1905 teilte er sich ein Büro mit Isaac Delgado an der Adresse 201-103 North Peters Street, das hinter dem Custom House auf der Sugar Row gelegen war. Spätestens ab 1889 leitete Isaac Delgado die Geschäfte, wenn sein Onkel abwesend war. Auf Basis der Reputation seines Onkels, der 1883 an der Gründung der New Orleans Sugar Exchange beteiligt war, und mit dem bei diesem erworbenen Wissen gründete Delgado zusammen mit George Boutcher, Samuel Snodgrass und George Allain die Firma Delgado and Co., Inc., behielt aber die alten Geschäfts- und Büroräume bei. 1885 ging die Albania Sugar Plantation in Jeanerette, Louisiana durch eine Zwangsvollstreckung in den Besitz der Delgados über und lief über viele Jahre profitabel. Der Großteil des Vermögens stammte jedoch aus dem Zuckerhandel.
Delgado war sein Leben lang Junggeselle, jedoch mit der reichen und freidenkenden Elleonora Moss, die ebenfalls im Garden District lebte, eng befreundet. Moss war eine der engsten Freundinnen von Delgados Tante Virginia, als diese 1906 verstarb, und stand ihm in dieser Zeit bei. Mit dieser Bekanntschaft begann sein öffentliches, philanthropisches Engagement. Vermutlich hat Moss Delgado angeregt mit 20.000 Dollar aus dem Nachlass seiner Tante und 180.000 Dollar aus seinem eigenen Vermögen das Delgado Memorial Building für das Charity Hospital zu stiften, welches am 19. Dezember 1908 eingeweiht wurde. An ihn in diesem Zusammenhang herangetragene politische Ambitionen lehnte Delgado ab. Trotz seines jüdischen Familienhintergrundes besuchte er wie andere Geschäftsleute auch die Trinity Episcopal Church in der Jackson Avenue und richtete seine Wohltätigkeit nicht nach religiöser Zugehörigkeit aus, sondern widmete sie der Öffentlichkeit im Allgemeinen. Neben dem Charity Hospital ließ er auch anderen medizinischen Einrichtungen in New Orleans Mittel zukommen.
Delgado ließ 1909 inspiriert durch Elleonora Moss einen Zusatz zu seinem Testament aufsetzen, in dem er den Rest seines Nachlasses – darunter unter anderem die profitable Albania Sugar Plantation – der Stadt New Orleans vermachte, damit diese eine Handwerksschule für Jungen errichten konnte. Die Stadt kaufte mit Mitteln aus diesem Nachlass 23 Hektar Land an der Grenze zum City Park, auf dem der City Park Campus des heutigen Delgado Community College errichtet wurde. Ein Großteil des Geldes floss in die Errichtung des Hauptgebäudes an der City Park Avenue. Im September 1921 wurde die Delgado Central Trades School eröffnet und diente anfangs der Ausbildung von 1300 Jungen. In den 1960er-Jahren erfolgte dann die Umwandlung zum Community College.

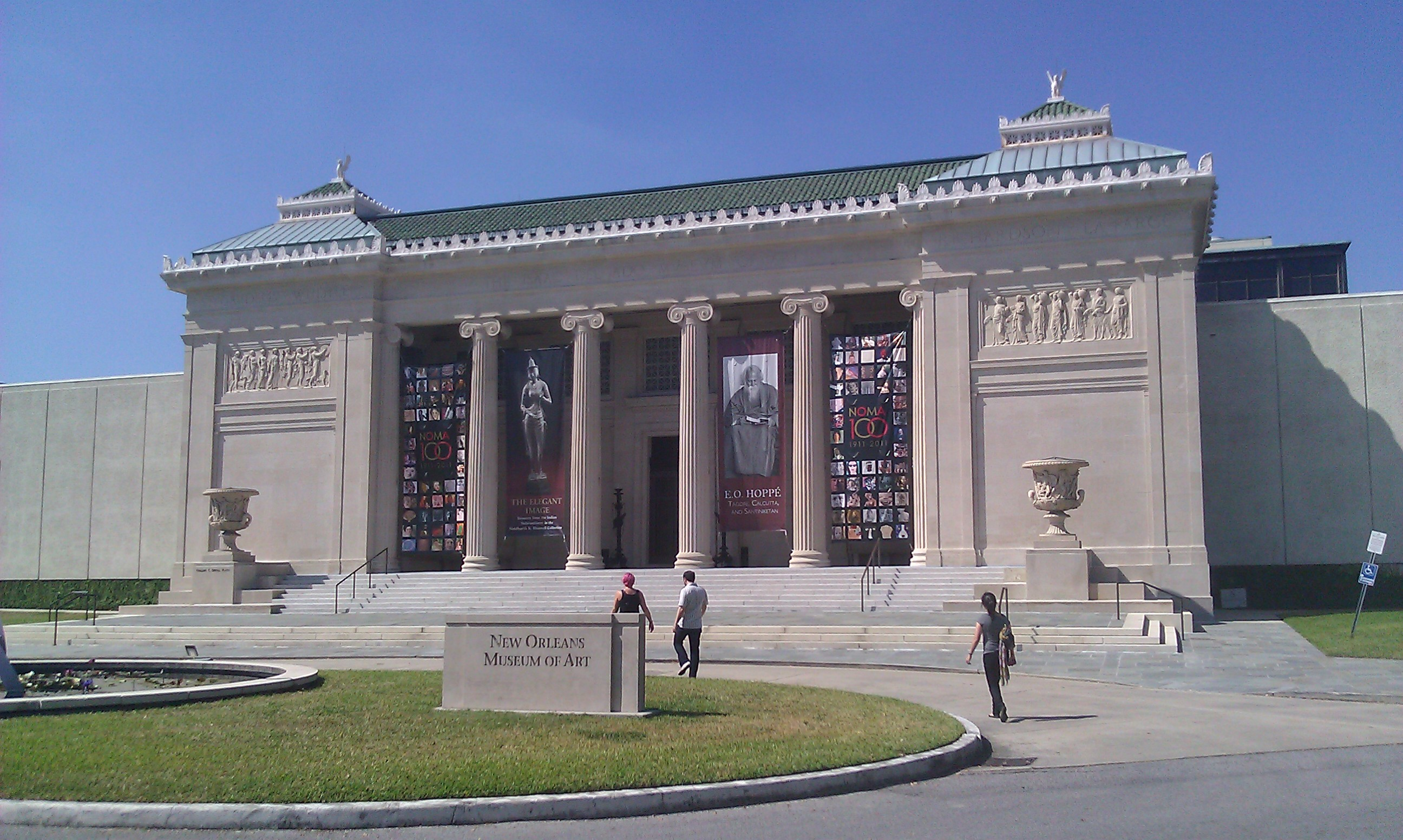
Frontansicht des New Orleans Museum of Art, im Jahr 1911 als Delgado Art Museum eröffnet. Aufnahme aus dem Jahr 2011.

Im Jahr 1910 spendete Delgado 150.000 Dollar an die City Park Improvements Association, damit im City Park ein Kunstmuseum für die Stadt errichtet werden konnte. Bob Monie beschreibt, dass Elleonora Moss dem unter Nephritis und Sehschwäche leidenden Delgado bei Autofahrten durch die Stadt vorlas und ihm bei einer dieser Gelegenheiten von dem Wunsch seiner verstorbenen Tante berichtete, dass für New Orleans ein Kunstmuseum eingerichtet werden sollte. Eine solche Institution könnte auch die Kunstwerke und Einrichtungsgegenstände beherbergen, die Delgado für seine Tante erworben hatte und die sich noch im Anwesen befanden. Zusammen mit dem Zuckerhändler Pierre A. Lelong, mit dem er gemeinsam Mitglied im Boston Club und im Chess, Checkers, and Whist Club und der Ratsmitglied der City Park Improvements Association war, suchte Delgado nach einem Standort für das Museum. Lelong konnte das Bauland für das Gebäude schnell sichern und Delgado war mit einem freien Architekturwettbewerb einverstanden. Gemeinsam mit dem Stiftungsrat entschied er sich für den Entwurf von Samuel A. Marx. Am 22. März 1911 wurde der Grundstein für das Museumsgebäude gelegt, am 16. Dezember desselben Jahres folgte die Eröffnung des Delgado Art Museums. 1971 benannte das Board of Trustees die Institution in New Orleans Museum of Art um. Die von Delgado eingebrachten Kunstgegenstände gehören nicht zum qualitativen Kernbestand des Museums, dessen Sammlung erheblich erweitert wurde.
Am 12. Januar 1912 verstarb Isaac Delgado in New Orleans. Seine Bedeutung wird dadurch unterstrichen, dass er und der am selben Tag verstorbene Gouverneur des Bundesstaates Louisiana, Francis T. Nicholls, von der Zeitung The Daily Picayune auf der Titelseite beide mit einer Abbildung und gleich langen Texten gewürdigt wurden. Isaac Delgado wurde im Familiengrab auf dem Metairie Cemetery bei seinem Onkel und seiner Tante bestattet.